# Беннетт, Джоанна
Джоа́нна Бе́ннетт-Фоллоуи́лл (англ. Johanna Bennett-Followill; 30 сентября 1984) — британская певица и автор песен.

## Биография
Джоанна Беннетт родилась 30 сентября 1984 года.

## Карьера
В 2007 году, в соавторстве со своим тогдашним бойфрендом Алексом Тёрнером, Джоанна  написала сингл «Fluorescent Adolescent», который вошел во второй альбом группы Arctic Monkeys, Favourite Worst Nightmare.
До ноября 2007 года входила в состав музыкальной группы «Totalizer».

## Личная жизнь
С ноября 2009 года Джоанна замужем за музыкантом Мэттью Фоллоуиллом, с которым она встречалась год до их свадьбы. У супругов есть два сына — Нокс Кэмерон Патрик Фоллоуилл (род.22.04.2011) и Эдриан Эллори Фоллоуил (род.16.03.2013).